# Église de la Sainte-Famille de Cahokia
L'église de la Sainte-Famille (en anglais : Church of the Holy Family) est une église catholique située aux États-Unis dans la petite ville de Cahokia qui dépend du comté de Saint Clair (Illinois). Cette église construite à partir de 1786 est un exemple remarquable du style de construction colonial français connu sous le nom de poteau sur sole et il s'agit d'un des rares édifices encore debout de ce style en Amérique du Nord. Elle est déclarée comme National Historic Landmark et inscrite à la liste du Registre national des lieux historiques en 1970.
La communauté paroissiale qui lui est affectée est la plus ancienne des États-Unis à être continuellement active, puisqu'elle a été fondée en 1699 par des missionnaires canadiens francophones de Nouvelle-France ; c'est aussi l'église la plus ancienne construite à l'ouest des monts Allegheny. C'est à l'invitation de Mgr Braxton que l'Institut du Christ-Roi Souverain Prêtre y offre la messe dominicale dans la forme extraordinaire (c'est-à-dire en latin comme avant le concile Vatican II). Les visiteurs sont aussi accueillis pour des tours guidés en été.
Pour la célébration du bicentenaire de l'État d'Illinois, cette petite église a été sélectionnée comme l'un des deux cents grands lieux de mémoire de l'Illinois par l'American Institute of Architects.

## Description et histoire
L'église de la Sainte-Famille se dresse dans le petit centre-ville de Cahokia, au coin sud-ouest des East 1st and Church Streets. Le terrain sur lequel elle se trouve comprend en plus deux autres édifices : la maison paroissiale et une église moderne construite dans les années 1970. L'église de bois a été terminée en 1799. Elle possède une structure de rondins et mesure 9,8 × 22,6 m. Ses lourdes poutres de châtaigniers sont disposées en rectangles et reliées par du mortier à des poteaux sur soles fixés sur des dalles de pierre. Les poutres mesurent environ 4,3 m de longueur, pour un pied de largeur et six pouces d'épaisseur et fixées à un pied l'une de l'autre. Les espaces entre les poutres sont remplis de « pierrotage », mélange de pierres de décombres et d'argile. Chacun des murs penche légèrement vers l'intérieur au fur et à mesure de son élévation, et les murs sont étayés par des poutres diagonales. Les fermes du toit sont de noyer et de chêne et donnent au toit une apparence de cloche.

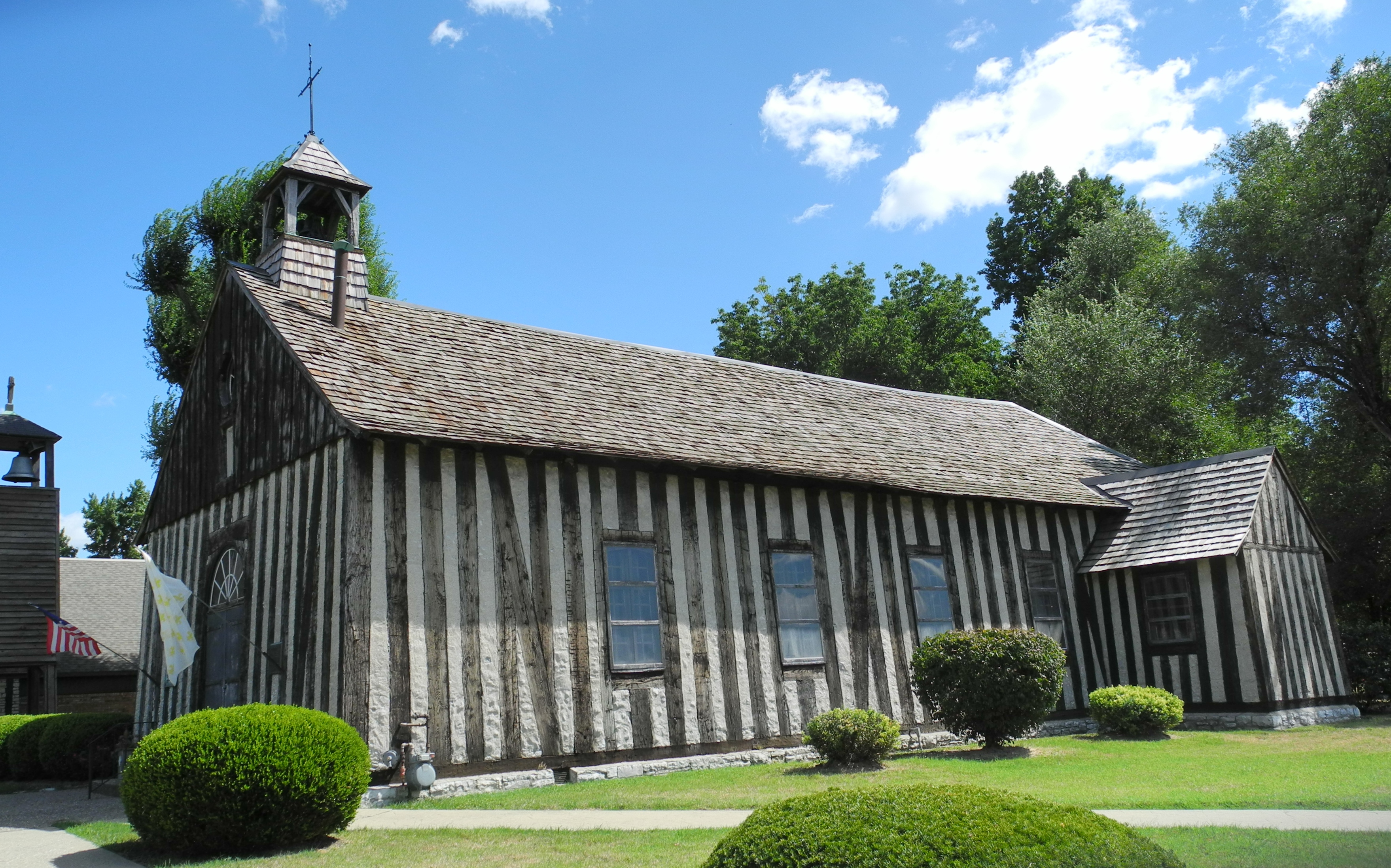
Vue de côté.

Quelques altérations mineures sont intervenues plus tard, comme des petites ailes ajoutées en 1833 (formant un minuscule transept, un bras sert de sacristie, l'autre de chapelle de confession). Des planches ont été rajoutées à l'extérieur dans les années 1890, puis ôtées. L'église a été restaurée en 1949-1951 et quelques poutres abîmées ont été remplacées.
La paroisse a été fondée en 1699, lorsque deux prêtres venant de Québec (Nouvelle-France) vinrent ici établir une mission. Celle-ci s'est poursuivie jusqu'en 1768. L'église actuelle a été construite à partir de 1786, juste après l'arrivée du père Paul Saint-Pierre, et elle a été consacrée en 1799. Elle a servi d'église principale jusqu'en 1891, lorsqu'une autre église de pierre est construite juste à côté et l'église de bois a été alors utilisée comme salle paroissiale, jusqu'à sa restauration en 1949-1951.
La messe de 9 heures du matin des dimanches et jours de fête y est célébrée en latin, tandis que la nouvelle église (remplaçant l'église de 1891 qui a été démolie), construite dans les années 1970, sert pour la messe de 10 heures du matin en anglais.